# Danse orientale
La danse orientale est une danse d'origine égyptienne, développée au Proche-Orient, qui comprend de nombreux styles. Le style majeur, Raqs Sharqi (en arabe : رقص شرقي), s'est imposé en Occident à partir des années 1890 et connaît un succès grandissant. De façon abusive, on parle parfois de « danse du ventre » dans le langage populaire.
À l'origine, la danse orientale est une danse spontanée et improvisée, mais elle est aujourd’hui enseignée de manière académique partout dans le monde.

## Histoire
La danse orientale est originaire d'Égypte et est surtout présente au Proche-Orient ; elle est dansée majoritairement par des femmes et s'est développée dans le monde entier. À la fois admirée et détestée en Égypte de nos jours, elle s'est davantage répandue en Occident où elle compte désormais des millions d'adeptes.
La danse orientale est d'origine religieuse, liée à la terre et la fécondité, et a pour but la glorification de la maternité et la préparation à un accouchement facile.
Certains pensent que l'origine de cette danse remonte aux anciens rites de fertilité, associés à la fois à la religion et à l'ésotérisme[réf. nécessaire]. Très peu de sources valables d'informations sont accessibles sur le sujet, voilà pourquoi il existe autant de mythes autour de l'origine et de l'évolution de cette danse. Elle se développe particulièrement en Égypte au Xe siècle avec l'arrivée d'une population d'Inde[réf. nécessaire].
En arabe, elle est appelée Raqs sharqi (littéralement : danse orientale) et en turc Oryantal dansı, qui a donné l'expression « danse orientale ». Elle est reconnue comme l'une des plus anciennes danses du monde, surtout en Égypte et dans les pays du Proche-Orient (Liban, Turquie, Syrie, Irak), ainsi qu'en Grèce. Le terme « danse du ventre » est considéré comme réducteur : il a été donné à l'époque de Napoléon en Égypte.

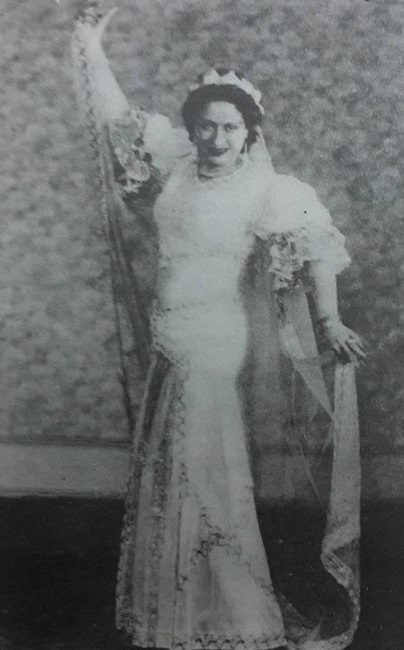
La danseuse libano-syro-égyptienne Badia Masabni dansant le jour de son mariage (1924)

C’est en 1926 que furent ouverts au Caire les premiers lieux de spectacle par la danseuse et actrice syrienne Badia Masabni. Si de nos jours c’est la forme égyptienne qui domine dans les cours et spectacles, c’est en raison de la notoriété acquise par les danseuses égyptiennes lorsque Le Caire devint la capitale de ce type de spectacle dans les années 1930. Les danseuses orientales de l'époque (Samia Gamal...) sont formées entre autres par des professeurs de ballet classique, ce qui permet de fusionner une gestuelle très orientale (mouvements du bassin et du tronc) avec des mouvements mieux adaptés à des spectacles de scène (déplacements, arabesques, tours...),.
Il n’existe pas de documents précis concernant les pas, la codification ou la chorégraphie. Il s'agit davantage d'une transmission orale.
La danse orientale est adulée, aimée, reniée, voire interdite dans certains pays dont ceux d'origine. Les danseuses égyptiennes sont considérées comme des prostituées tandis qu'en Occident, les jeunes générations présentent cet art dans les théâtres.
Elle soulève parfois le voile du tabou et du sacré.
Les Français ont découvert la danse orientale lorsque les soldats de Bonaparte débarquèrent pendant la campagne d'Égypte. Venant d'une société relativement pudibonde, la moindre nudité leur était alors perçue comme un puissant aphrodisiaque[réf. nécessaire]. En voyant ces femmes se déhancher langoureusement, ils assimilèrent la danse orientale à une invitation à la prostitution  et il est vrai que certaines prostituées se sont improvisées danseuses causant de graves préjudices à l'art.
Plusieurs fois interdite, la danse du ventre devint dans les années 1930 le morceau de bravoure des comédies musicales égyptiennes.
C'est la danseuse Dhimah qui a apporté la danse orientale aux États-Unis.

## Styles

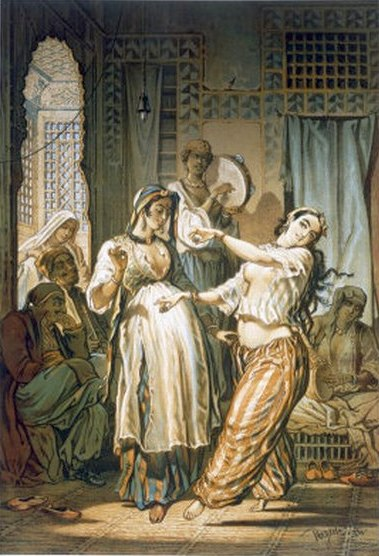
Danseuse orientale dans Souvenirs du Caire par Amadeo Preziosi (1862)

La danse orientale est traditionnellement pratiquée par les femmes, qui expriment par cet art leur féminité, leur vitalité, mais aussi leurs sentiments, joies et peines.
Il en existe plusieurs styles, dépendant du pays d'origine, et aussi de multiples fusions émergentes. De façon générale, cette danse se caractérise par la dissociation des parties du corps (isolations) qui peuvent bouger indépendamment l'une de l'autre. Cet art compose aussi bien avec les rythmes saccadés que lents et fluides.
On retrouve différents styles : le Baladi et Shaabi (danses populaires), le Raqs Sharqi (la plus répandue mêlant les influences modernes), les folklores (Saïdi, Fellahi, Bambouti...) et également les fusions (flamenco-oriental, tango-oriental, tribal...).

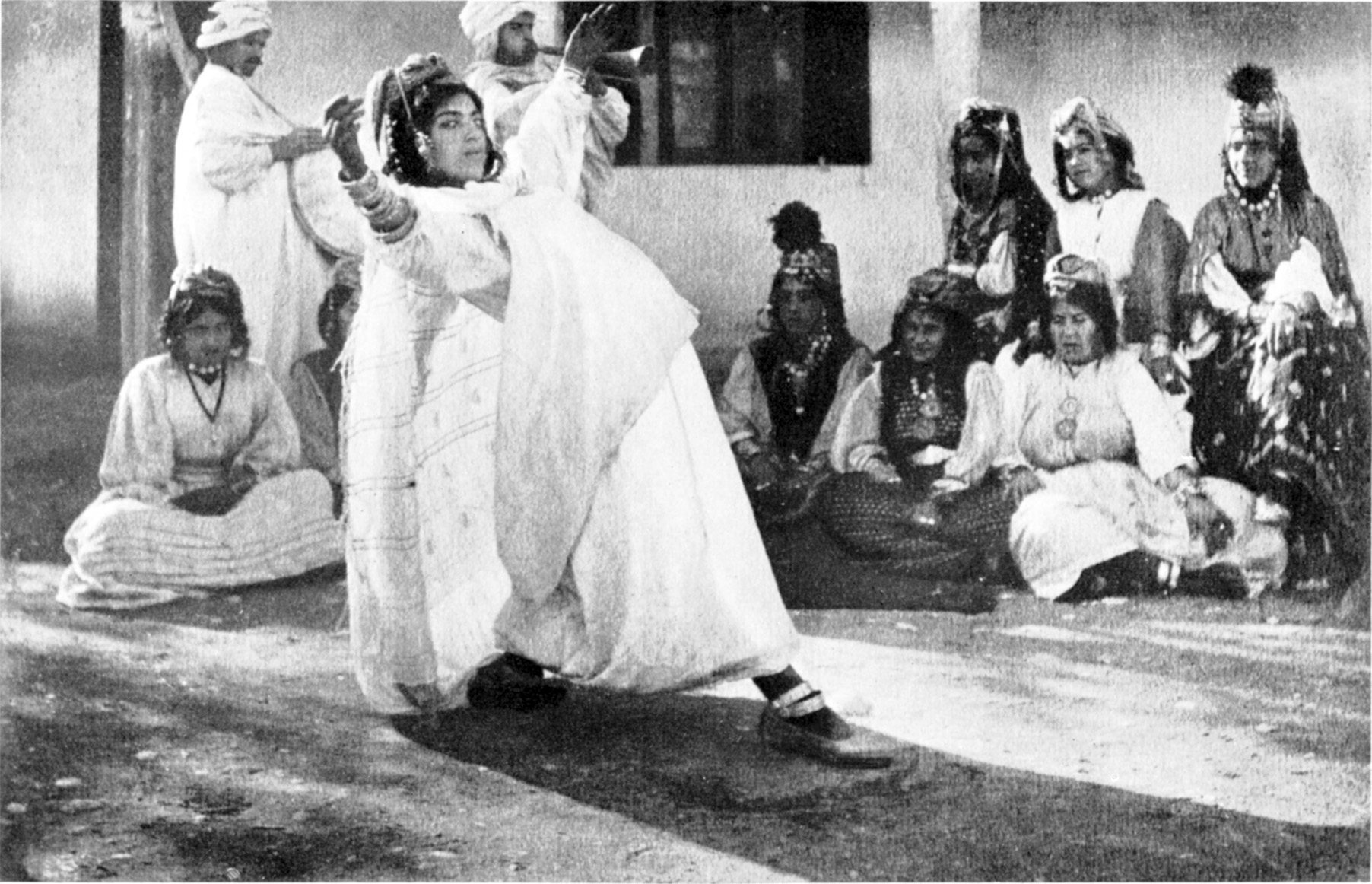
« La danse du ventre » à Biskra en Algérie (1912)

La danse orientale est une expression qui regroupe plusieurs styles de danses. Les folklores font donc partie intégrante de la danse orientale et ont une culture riche. Nous trouvons le Fellahi, l'Eskandarini ou la Meleya, le Mambouti, le Saïdi , la Tenoura, le Khaleegi, le Dabke et encore bien d'autres.
- Le Fellahi est une danse paysanne qui a pour but de représenter les tâches quotidiennes. Il est dansé avec des robes longues et amples.
- L'Eskandarini aussi appelé Meleya est une danse d'Alexandrie. Elle est très féminine, avec beaucoup d'expression, presque théâtrale. Elle se danse à l'aide d'un tissu rectangulaire assez lourd souvent décoré, ainsi que des robes courtes et pailletées.
- Le Mambouti, est la danse des pêcheurs par excellence. Elle se danse à Alexandrie. Les gestes utilisés sont les gestes des pêcheurs (ramasser le filet par exemple)
- Le Saïdi, à la base est une danse de combat d'homme. Cette danse vient de la région du Saïd du Sud en Egypte. Les pas sont sautés.
- La Tenoura, est une danse impressionnante. À l'origine, elle est dansée lors d'une cérémonie religieuse traditionnelle. Le danseur effectue des mouvements giratoires sur lui-même pendant un long moment (pendant toute la danse), il représente alors le soleil grâce à sa jupe.
- Le Khaleegi est une danse du Moyen-Orient. Pour la danser, il est indispensable d'avoir des cheveux longs, car la danseuse s'en sert comme accessoire. Elle porte aussi une robe longue large avec des ornements (abaya). La danseuse joue alors avec ses cheveux et sa robe. Il existe plusieurs Khaleegi : le Saudi (Arabie saoudite), le Koweiti (Koweït) et l'Iraki (Irak).Paire de sagattes en action

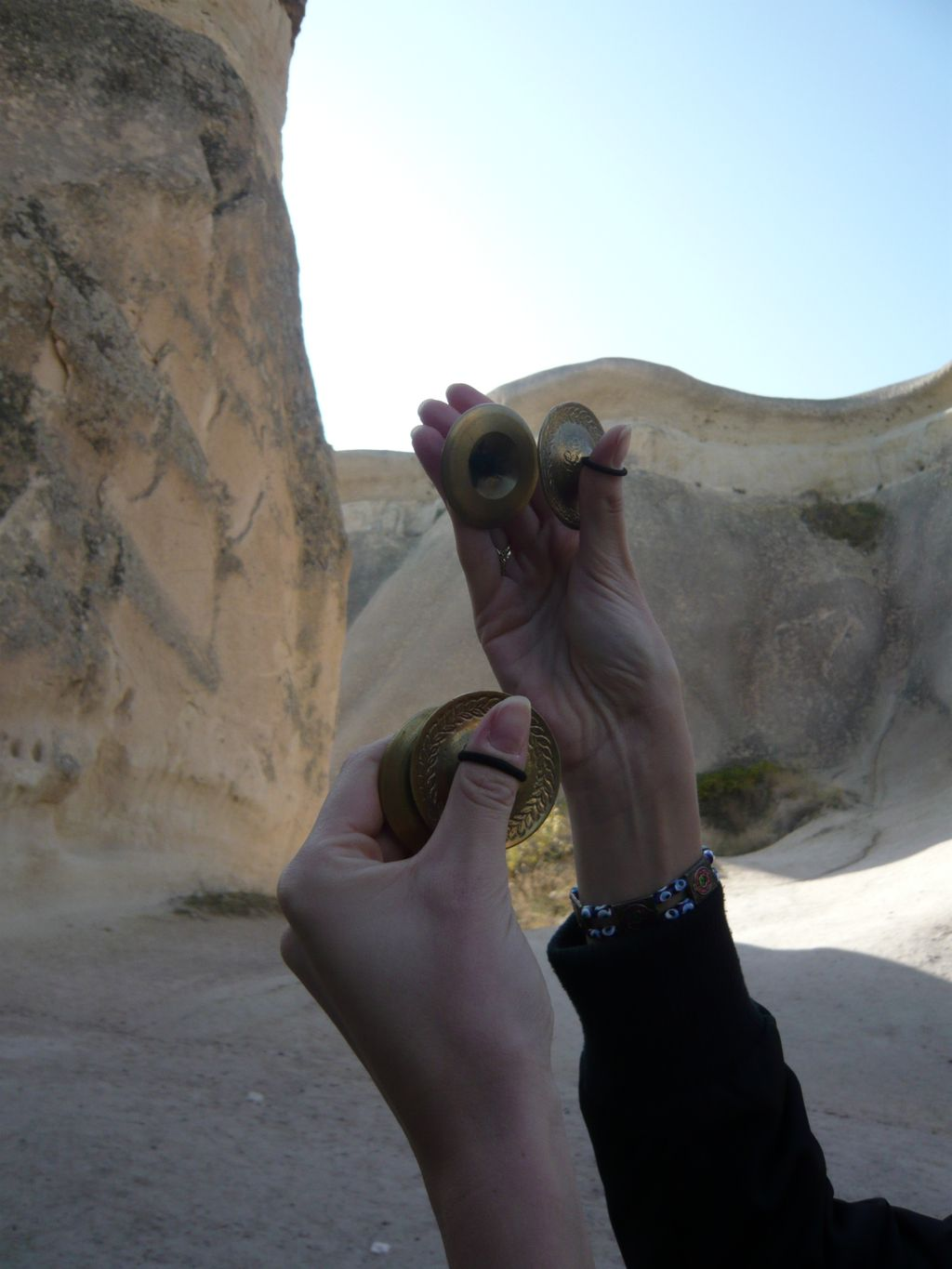
Paire de sagattes en action

- Et enfin, le Debkeh, la danse « tape du pied » qui vient de la « grande Syrie », c'est-à-dire la Jordanie, la Syrie, le Liban et la Palestine. Elle est différente selon les régions. Ce sont les hommes qui dansent le debkeh, avec des bottes et un foulard enroulé comme accessoire.

La danse peut utiliser comme accessoire un voile (ou deux : double voile voire plus), des ailes d'Isis (voile plissé), canne (Saidi : inspirée du raqs tahtib masculin avec des bâtons), melaya leff (grande étoffe séparée au milieu par une broderie et décorée avec des paillettes dorées ou argentées), sagattes (castagnettes en métal), shamadan (candélabre porté sur la tête) ...
La pratique de la danse orientale est apparue en Europe et en Amérique dans les cabarets au milieu des années 1930 et années 1940, d'où est issu l'étincelant costume deux pièces brodé de pierres et de paillettes. Depuis les années 1990, cette danse connaît un essor fulgurant partout dans le monde.
Le danseur étoile Patrick Dupond a récemment dansé « oriental » à l'IMA et déclaré : « Il est temps aussi que l’Orient et l’Occident se tiennent la main et que l’Orient puisse envahir les théâtres et montrer que la danse orientale n’est pas qu’une danse de cabaret mais plutôt une danse sacrée ».

## Sur la trace des Tziganes

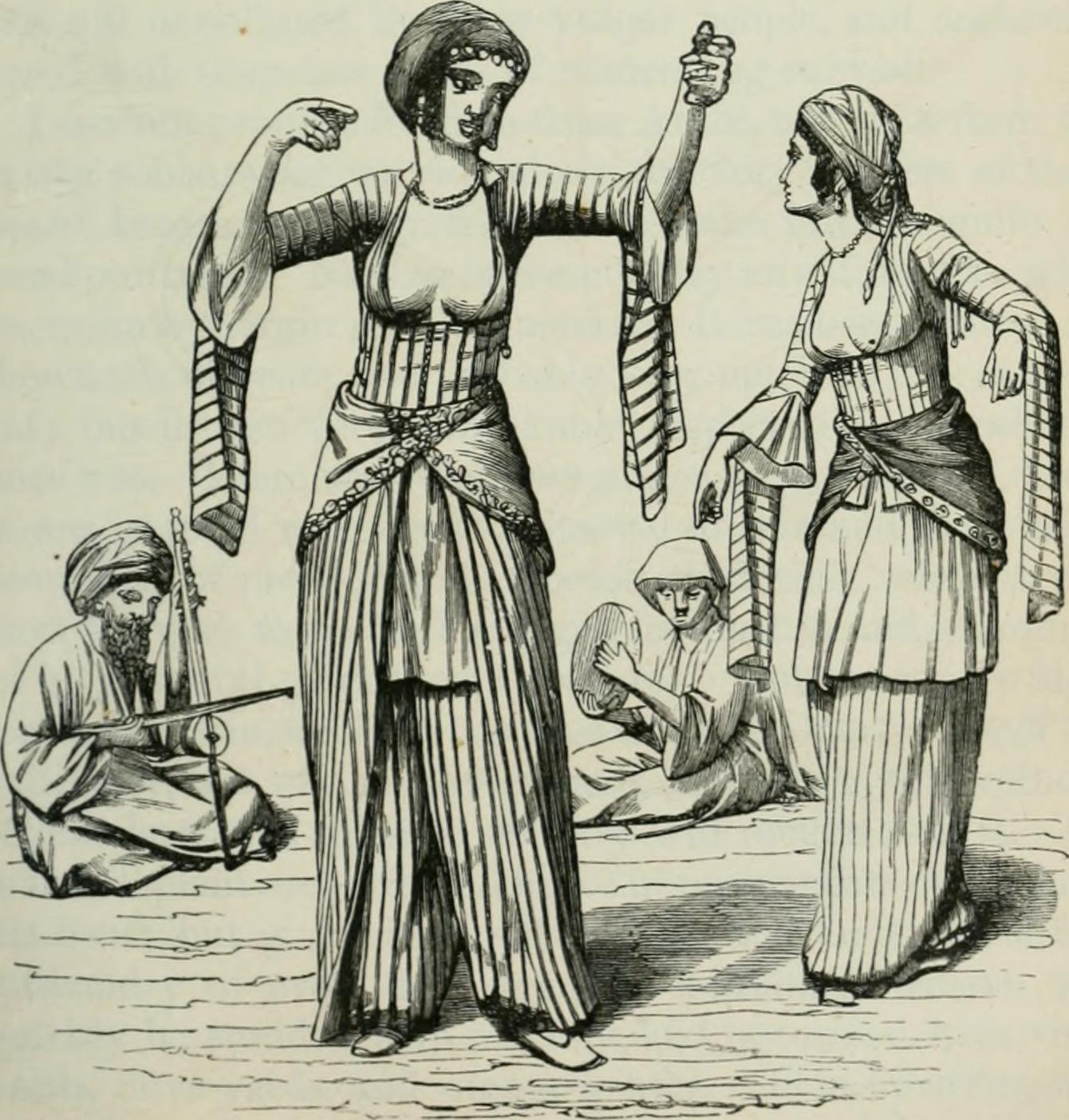
Ghawazees et musiciens (1836)

Dans les villages égyptiens, on appelle une danseuse professionnelle une raqasa (de raqs al sharqi) ou ghaziya (« envahisseuse des cœurs » et au pluriel, ghawazi). À l'origine, les ghawazi (ghawa'zee ou gha'zee'yehs) appartenaient à la branche orientale des Tziganes, ou Doms. C'est maintenant un terme générique qui désigne les danseuses en général, et non plus une tribu particulière ou des tribus comme autrefois.
Le rôle important qu'ont joué les Tziganes dans l'évolution des danses profanes se retrouve dans la langue turque où le vieux terme de danseuse (cengi) vient de cingene (tzigane). 
« La vie est comme une Ghaziya, elle ne danse qu'un instant pour chacun. » (proverbe égyptien)
En arabe égyptien, ghawazi signifie « envahisseur » ou « étranger », et il est vrai que les Tziganes ont toujours vécu à la périphérie des villes et en marge de la société.
Leur origine suscite la polémique, mais il semble que ces danseuses venaient d'Inde, de la tribu des Nawar (« gitan » en arabe).

## Bienfaits de la danse orientale
Contrairement à ce que l'on peut penser, la danse orientale ne se limite pas à des mouvements du bassin. En effet, elle sollicite souplesse et tonicité du buste, des épaules, des bras, des mains, du bassin et du ventre. Elle permet de tonifier les cuisses, d'assouplir les articulations, de bien développer les abdominaux et d'entretenir le dos. Certains mouvements amples demandent une souplesse extrême du dos mais l'essentiel réside dans la contraction musculaire, si bien qu'on peut pratiquer cette danse à tout âge en fonction des limites de chaque danseuse ou danseur. En plus d'être gracieuse, sensuelle et élégante, la danse orientale permet également de muscler son corps.
Elle améliore la posture et tonifie les muscles, elle prévient l'ostéoporose et renforce les os, elle prépare à l'accouchement, elle réduit le stress, elle permet d'assumer son corps et se sentir plus féminine.
Elle permet aussi de muscler son périnée. Ainsi, un périnée tonique permet de faciliter l'accouchement, éviter une épisiotomie ou le risque de déchirure. À la suite de l'accouchement, lorsque le périnée a été très étiré et est relâché, faire ces mouvements de déhanchements et d'ondulations du bassin permet de rééduquer le périnée. C'est donc un sport « conservateur » pour cette partie intime et méconnue du corps. Outre l’intérêt de ce sport pour les femmes enceintes, ce sport est accessible à toutes.

## En Égypte

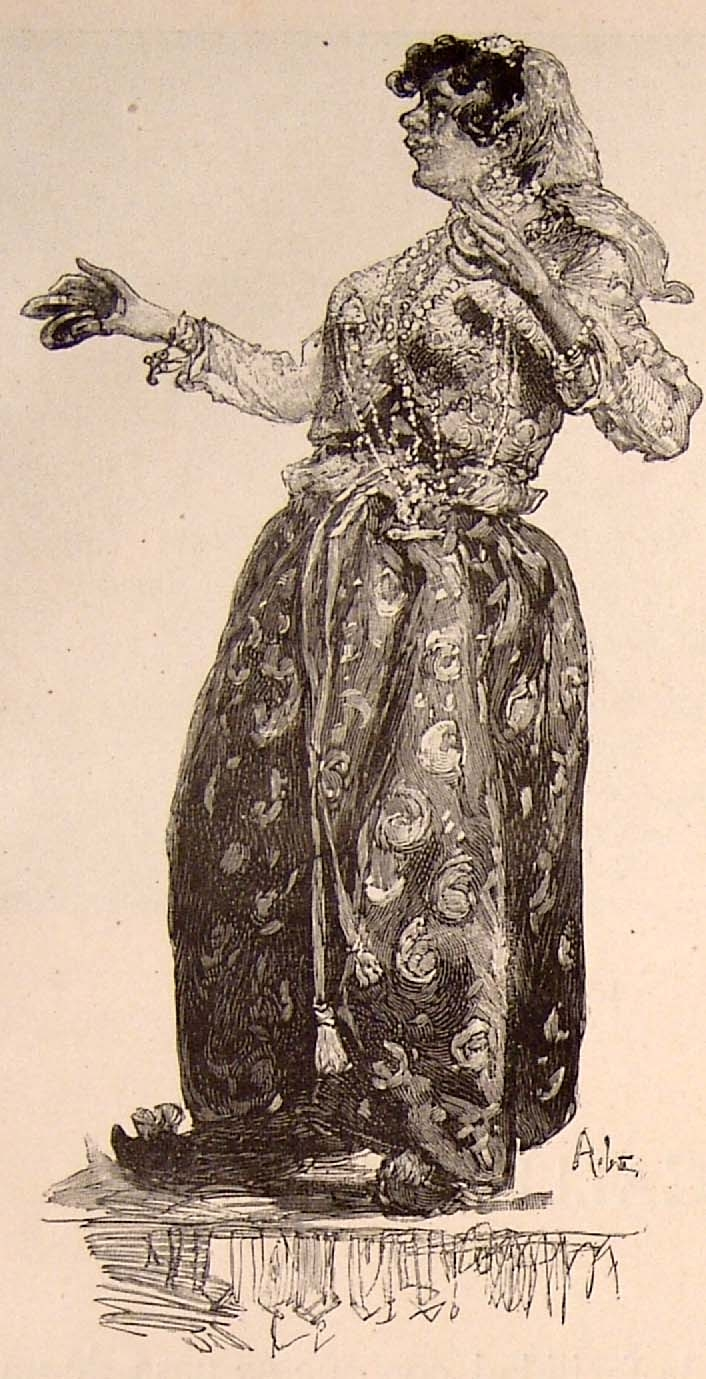
« La danse du ventre » au Caire (1889)

Le baladi est un style populaire du Caire. La danseuse baladi porte sa tenue du quotidien si elle danse chez elle, ou utilisera une galabeya si elle danse sur scène, une robe traditionnelle large, décorée ou non, avec un foulard simple sur les hanches. Les mouvements sont terriens, car les appuis se font à plat au sol et le bassin est particulièrement enraciné, lourd et puissant. Les bras sont en mouvement permanent mais toujours près du corps.
Le sharqi est basé sur le style baladi mais fut développé par Samia Gamal, Tahia Carioca, Neima Akef et d'autres danseurs dont la célébrité s'établit pendant l'âge d'or de l'industrie du film égyptienne. Ce style vint à être considéré comme le style classique de la danse égyptienne. Ces danseuses furent célèbres non seulement pour leurs rôles dans les films égyptiens, mais aussi pour leurs performances à l'« Opera Casino » ouvert en 1925 par Badia Masabni. Il s'agissait d'un endroit apprécié par les musiciens et chorégraphes d'influence d'Europe et des États-Unis qui s'engagèrent dans les performances et carrières des danseuses ; beaucoup des développements de l'âge d'or qui y furent conçus peuvent être considérés comme de nouveaux développements de la danse.
Les danseuses suivantes qui basèrent leurs styles en partie sur la danse de ces artistes sont Sohair Zaki, Fifi Abdou, Nagwa Fouad. Elles devinrent célèbres entre 1960 et 1980 et sont toujours populaires aujourd'hui. Quelques-unes de ces danseuses furent les premières à chorégraphier et pratiquer des danses avec un « orchestre » complet et une mise en scène, ce qui a eu une grande influence sur ce qui est considéré comme le style « classique ».
Bien que les mouvements à la base du Raqs Sharqi n'aient pas changé, la forme de la danse continue à évoluer. Nelly Mazloum et Mahmoud Reda ont incorporé des éléments du ballet dans leurs danses et leur influence s'est fait sentir chez les danseuses égyptiennes modernes.

### Mauvaise réputation

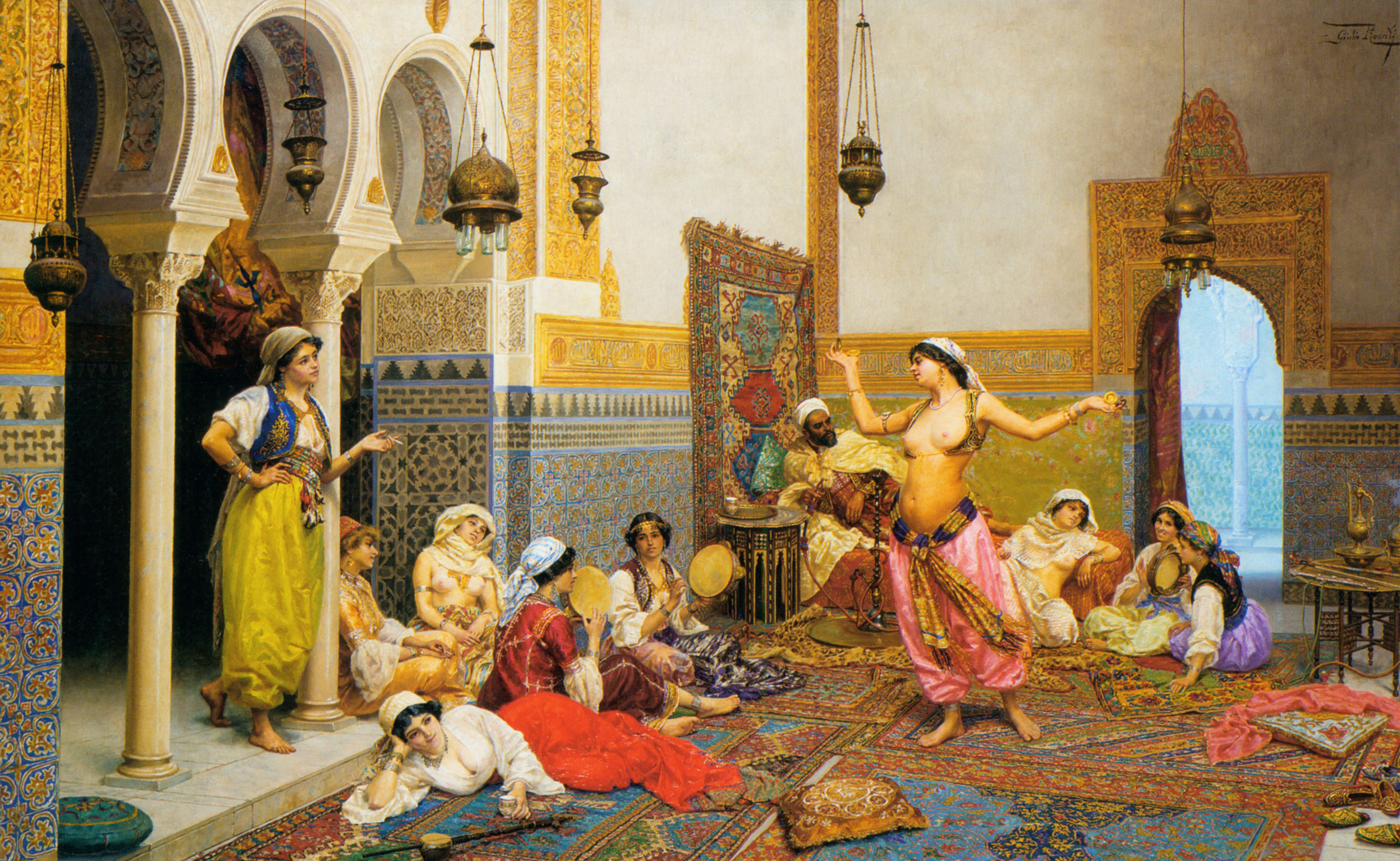
La Danse du harem de Giulio Rosati (avant 1917).
Les peintures orientalistes ont contribué à la mauvaise image de la danse orientale dite "danse du ventre" assimilée à la prostitution.

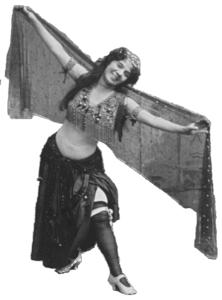
La danseuse Little Egypt par Benjamin Falk (années 1890)

Les danseuses occidentales voient l'Égypte comme le berceau de la danse orientale mais les danseuses en Égypte ne sont pas bien vues par la société. Les Égyptiens ne considèrent pas la danse orientale comme une profession respectable et la plupart des danseuses donnant des performances pour les touristes en Égypte aujourd'hui sont des étrangères. Les danseuses n'ont pas le droit de pratiquer certains mouvements ou de travailler au sol et les danseuses doivent désormais cacher leur nombril. La télévision d'État égyptienne ne transmet plus de danse orientale. Un projet pour établir un institut d'État afin d'entraîner les danseuses en Égypte fut lourdement attaqué car, d'après le membre du parlement Farid Esmail, il « compromet sérieusement les traditions de la société égyptienne et viole clairement la constitution ».
Les danseuses Ghawahzee ont aussi été connues pour être au cœur du conflit en Égypte sur la bienséance des danses exécutées en public. Les sœurs Mazin sont généralement réputées pour être les dernières pratiquantes authentiques de la danse Ghawahzee. Khayreyya Mazin est en 2009 la dernière de ces danseuses à continuer l'enseignement et la pratique du Ghawahzee.
Les actuelles stars de la danse en Égypte (on peut les voir dans les films ou clips de chanteurs) sont Dina, Randa Kamel, Aziza, Sahar Samara, Soraia, Camelia, ...

## Au cinéma
La première apparition dans un film d'une danseuse orientale date de 1894, avec Fatima, danse du ventre (Fatima Muscle dance), d'une durée de 1 minute.

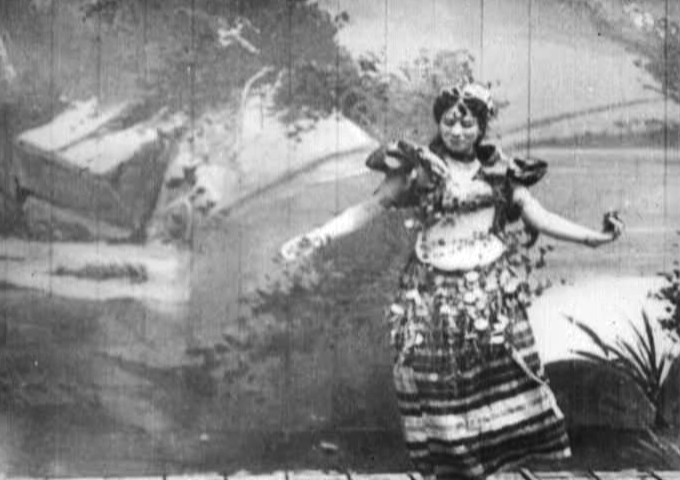
Fatima Muscle dance, version originale.
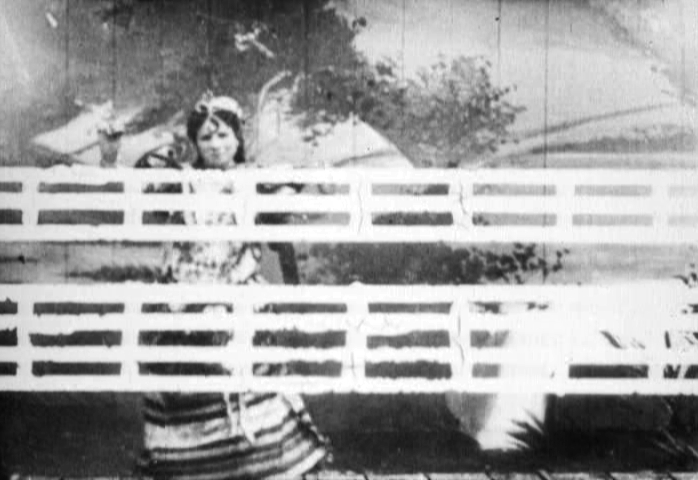
Fatima Muscle dance, version censurée.

Sur le plateau du premier studio de cinéma que Thomas Edison avait fait construire en 1893, « la danseuse Fatima, que l’on avait placée devant un décor exotique pour qu’elle exécute une “danse du muscle”, autrement dit une danse du ventre, avait effrayé les censeurs puritains qui avaient exigé qu’elle soit en partie dissimulée par la surimpression de caches photographiques noirs (blancs dans le copies positives), positionnés l’un au niveau du bas-ventre, le second au niveau des seins, deux parties de sa personne que Fatima savait si bien remuer. Heureusement, l’original non censuré a été conservé » au MoMa (Musée d’Art moderne de New York) qui a reçu en donation tous les films conservés de l’Edison Manufacturing Company.

À cause de l'action des  religieux et de certaines danseuses égyptiennes, qui se prostituent et offrent des spectacles lascifs, parfois même vulgaires, les danseuses orientales se font rejeter par leur société d'origine. La vision occidentale a changé la donne grâce notamment aux spectacles dansés dans les théâtres et au cinéma. Kaouther Ben Amor, danseuse et chorégraphe, crée dans les films Hors-la-loi de Rachid Bouchareb et Tunis By Night du réalisateur tunisien Elyes Baccar, des tableaux de danse orientale rendant hommage aux films musicaux des années cinquante et aux cours enseignés dans les écoles de danse.

Popularisation internationale de la danse orientale
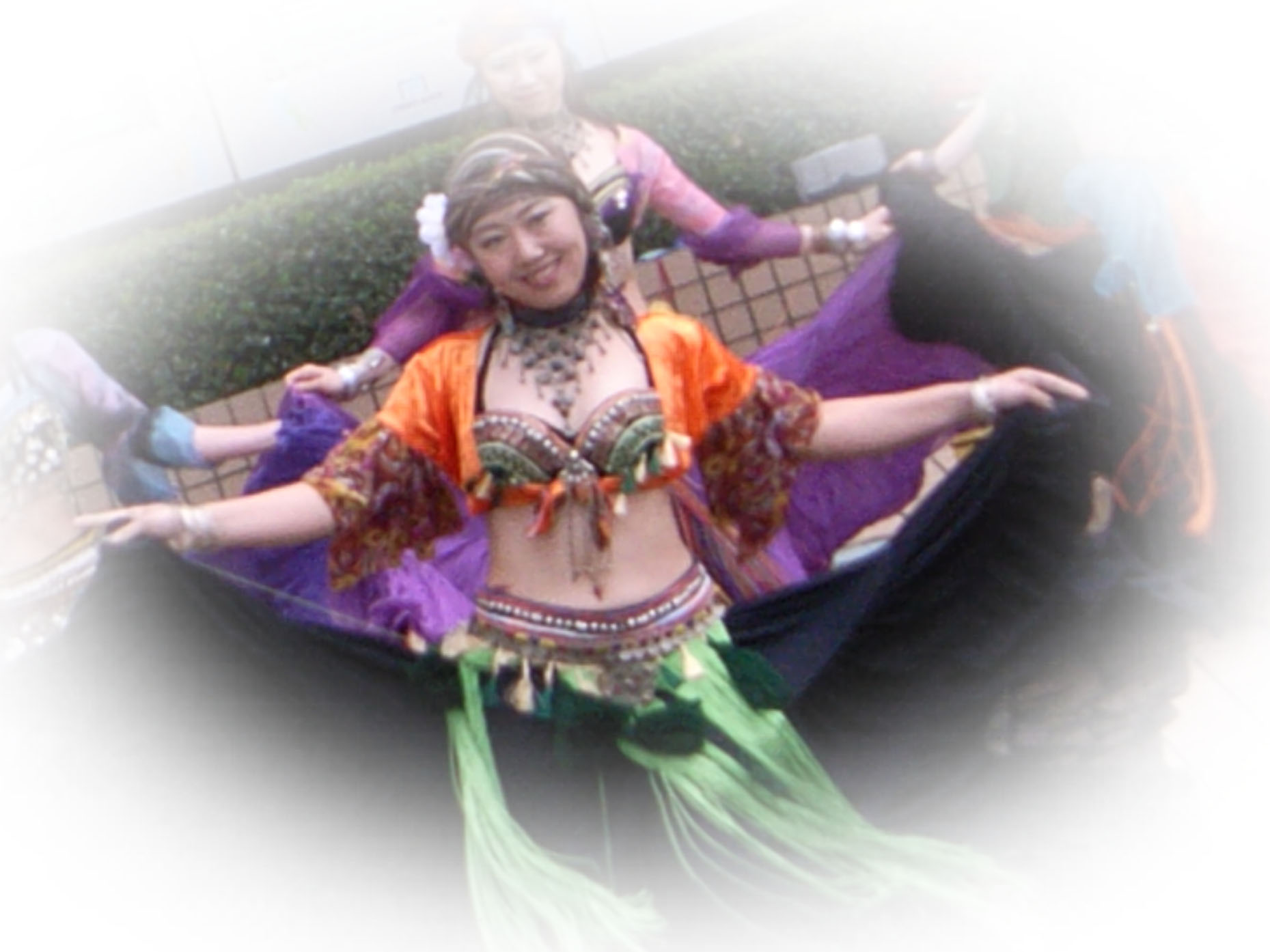
Spectacle de rue à Yokohama (2007)
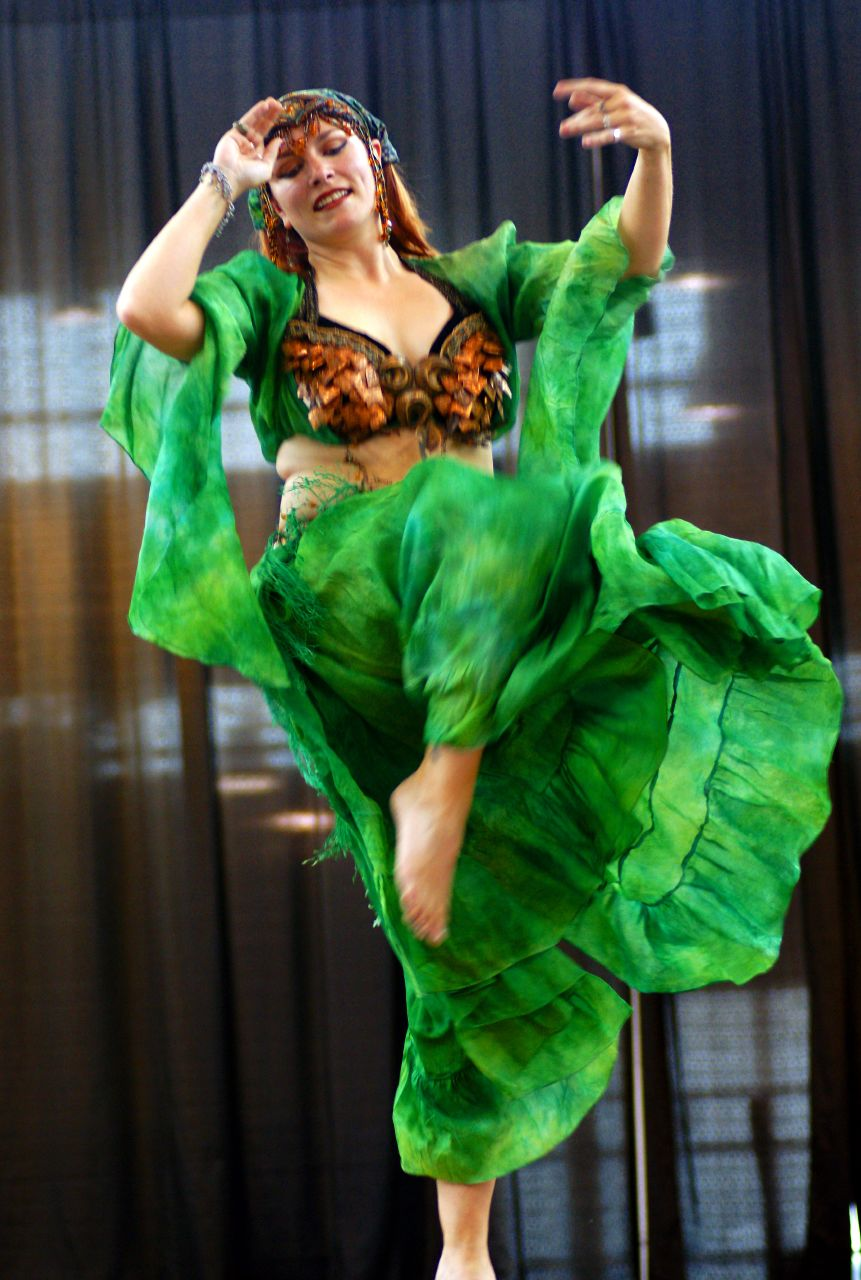
Danseuse lors d'un festival international à Indianapolis (2007)
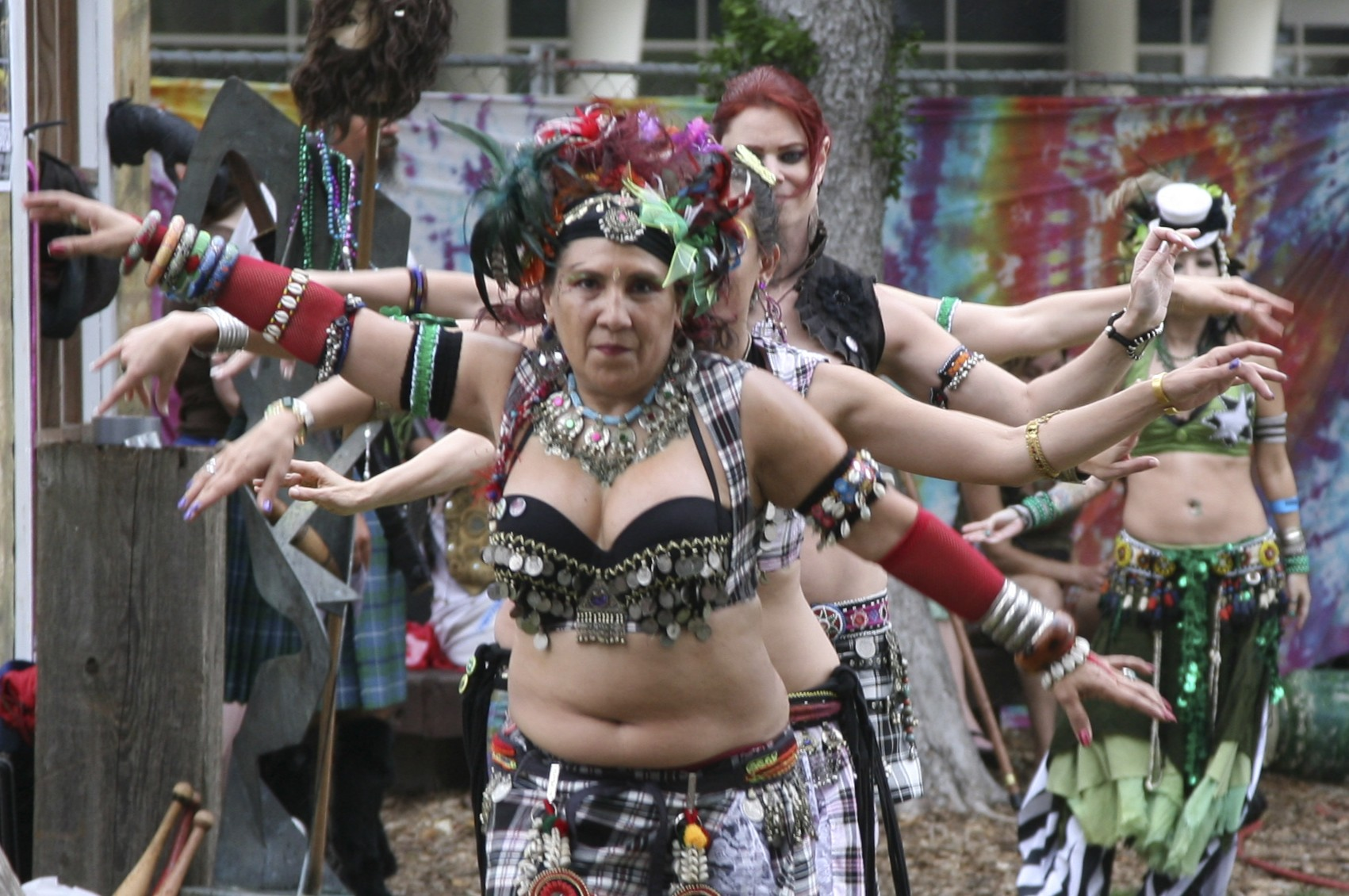
Fête de danse orientale à Houston (2009)
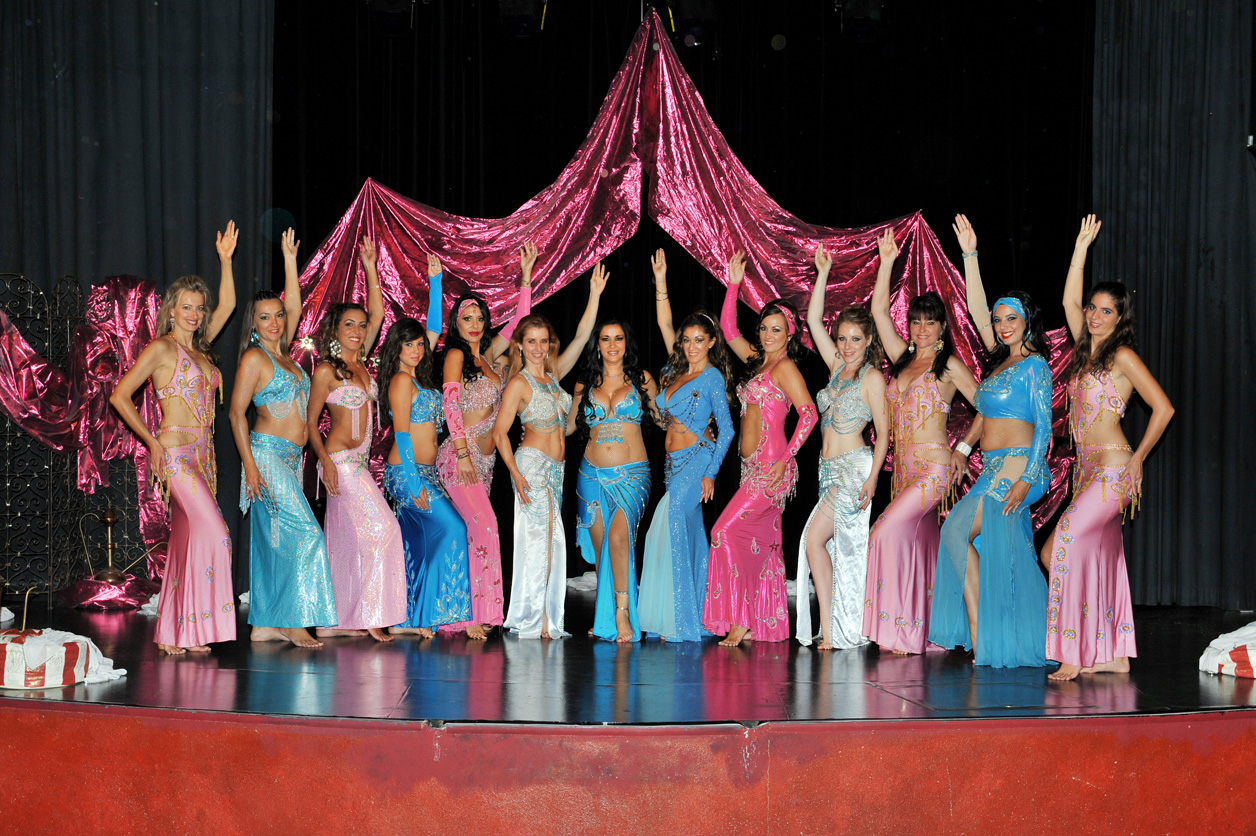
Ballet Princesses de l'académie de danse orientale Sandra à Nice (2009)
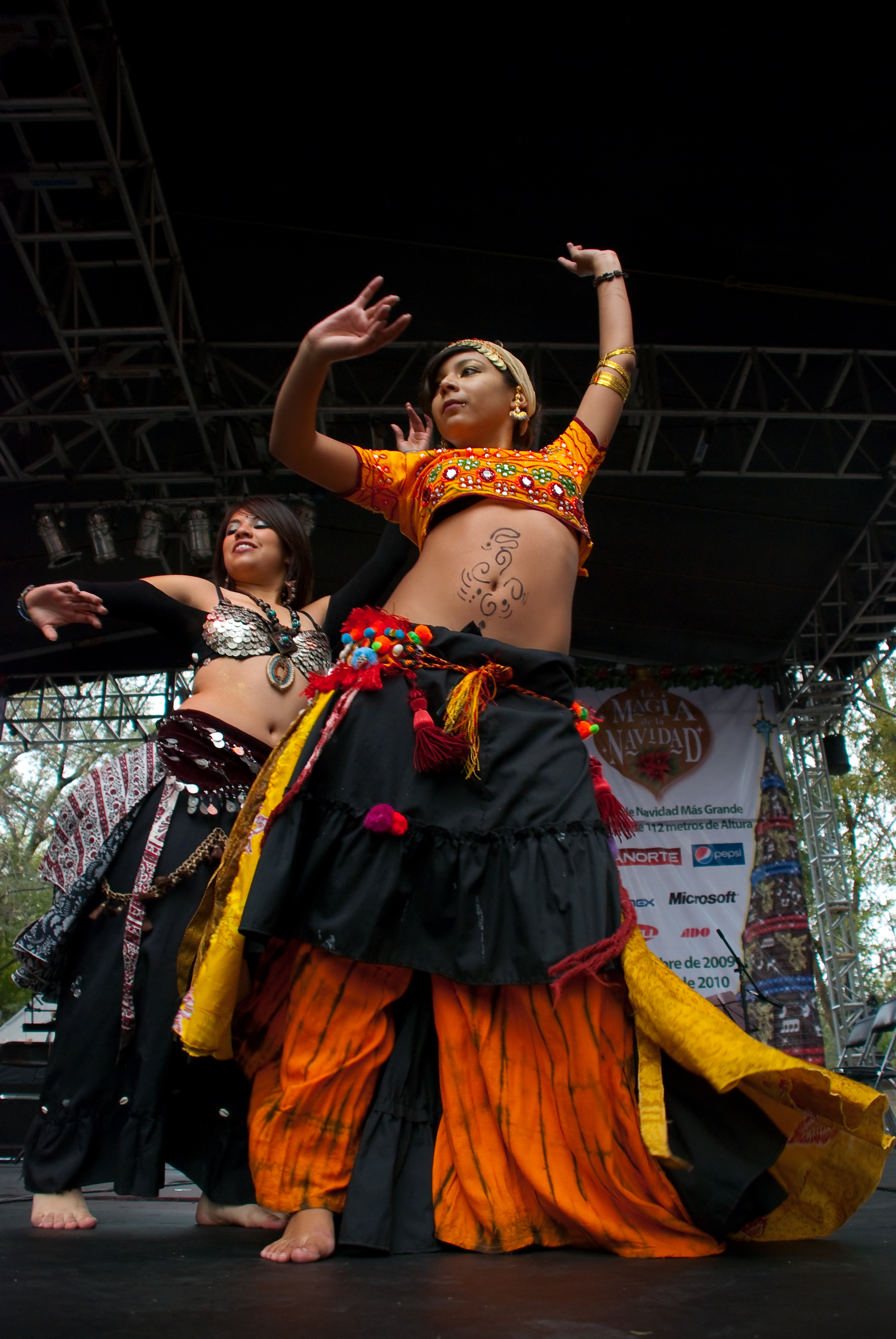
Danse orientale à Mexico (2010)
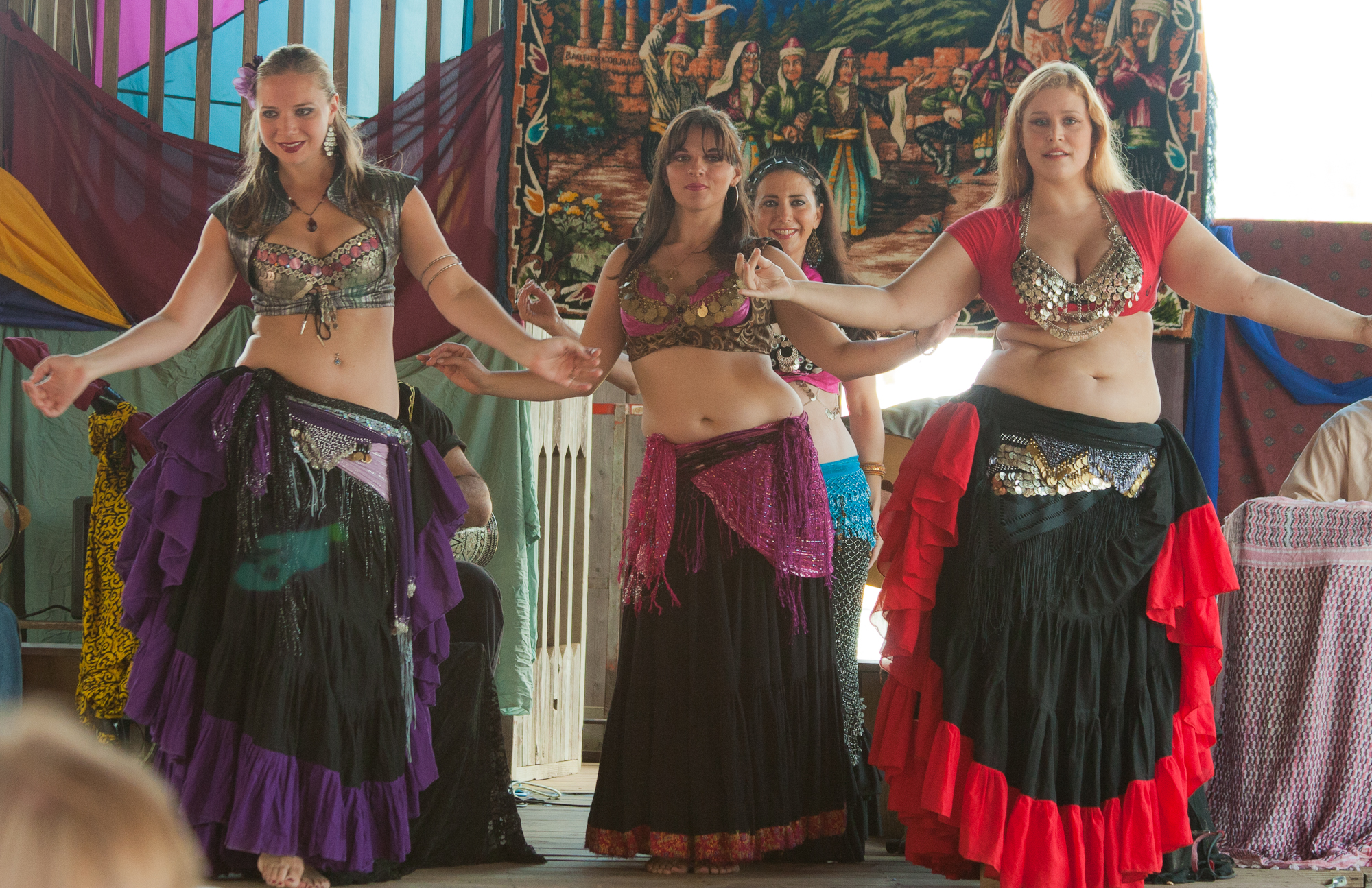
Sisters of the Sahara au Minnesota Renaissance Festival (2011)
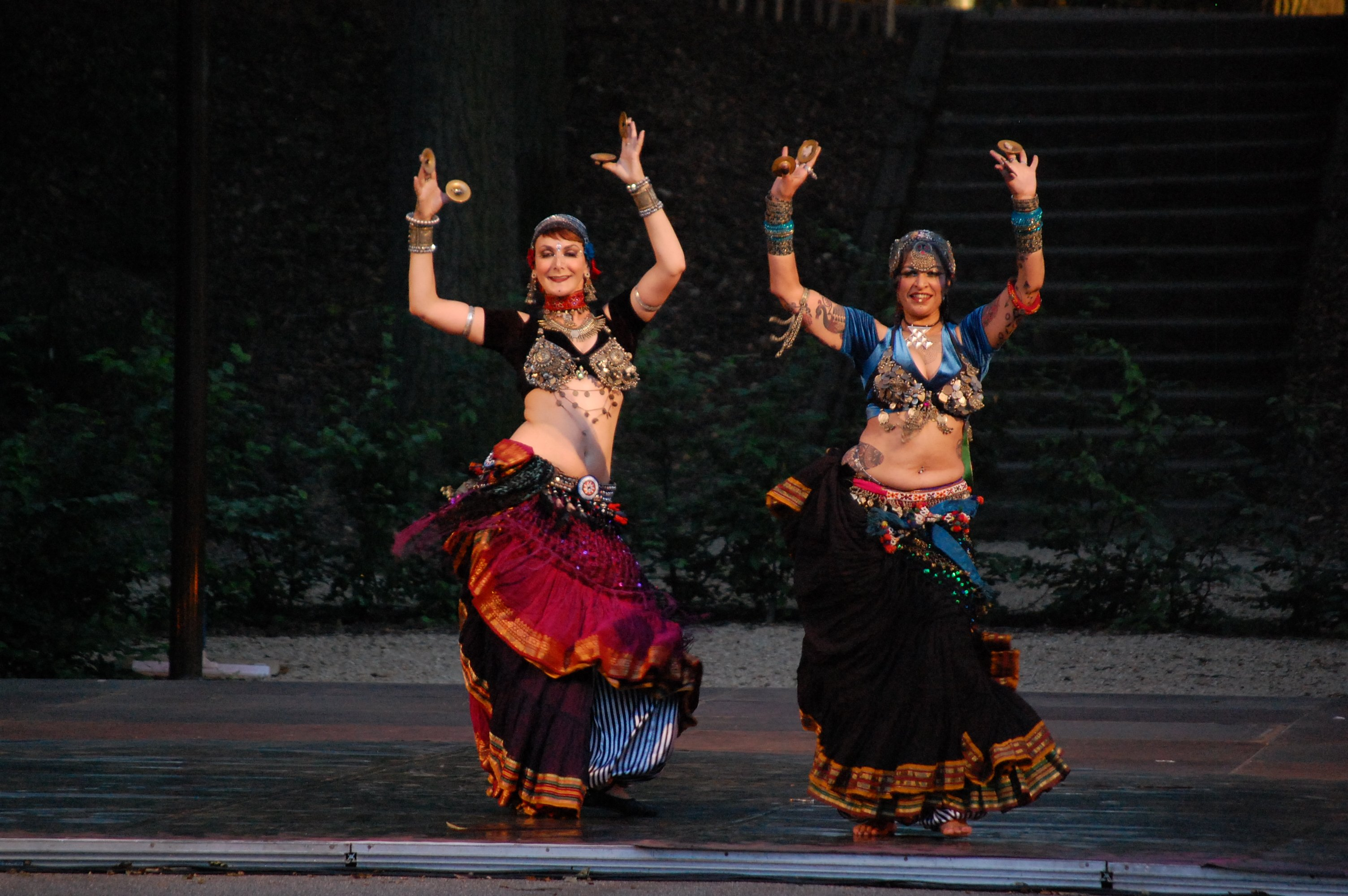
Fat Chance Belly Dance au Tribal Umrah Festival à Rennes (2012)
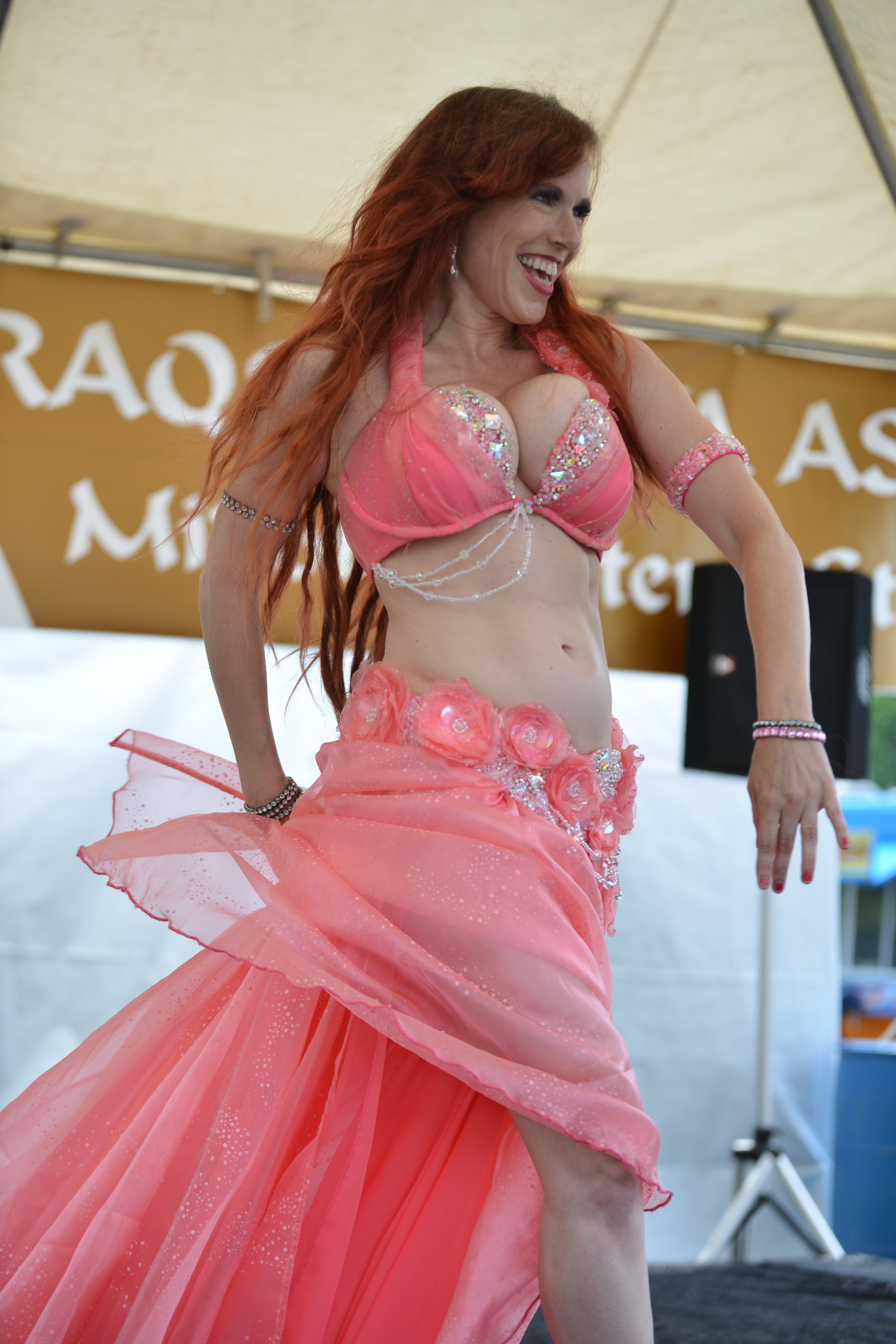
Fiesta Asia Street Faire (2015)
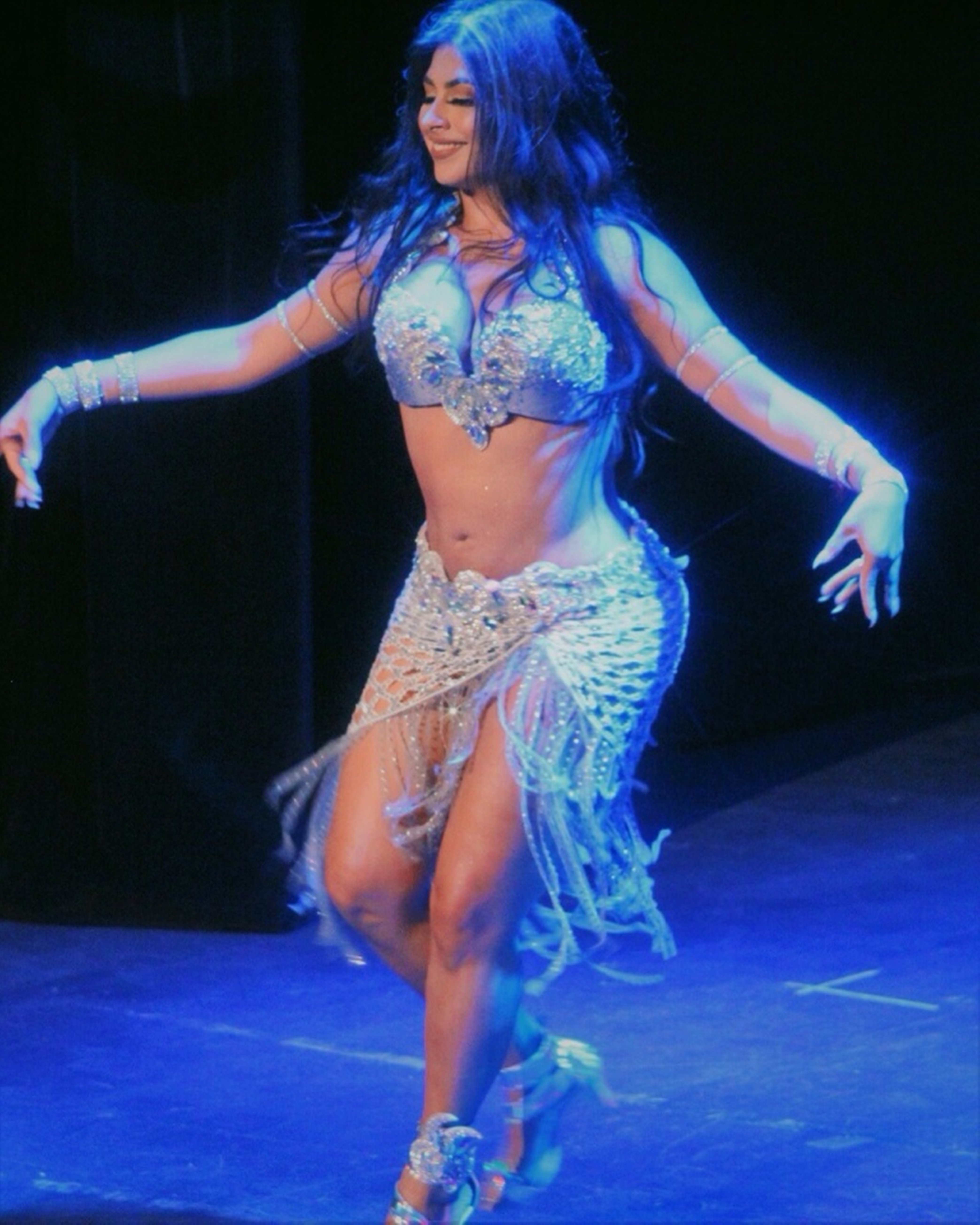
La Mexicaine Carmen Fragosa dans un cabaret oriental (2019)

## Danseuses notoires

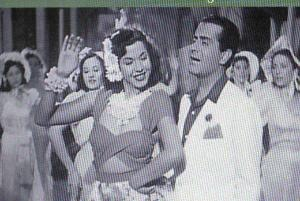
Samia Gamal et Farid el Atrach dans le film Afrita Hanem (1947)

## Danseuses notoires[20]
- Dina (danseuse)
- Fifi Abdou
- Tahia Carioca
- Nagwa Fouad
- Badia Masabni
- Neima Akef
- Samia Gamal